# Crain Ridge
Crain Ridge ist ein Gebirgskamm im Palmerland auf der Antarktischen Halbinsel. In den Latady Mountains ragt er entlang der Nordflanke des Strange-Gletschers auf.
Der United States Geological Survey kartierte ihn anhand von Vermessungen und Luftaufnahmen der United States Navy aus den Jahren von 1961 bis 1967. Das Advisory Committee on Antarctic Names benannte ihn 1968 nach Harold D. K. Crain (* 1937), Verantwortlicher für die Versorgungsgüter auf der Amundsen-Scott-Südpolstation im antarktischen Winter 1967.